# Cneu Papírio Carbão (cônsul em 113 a.C.)
Cneu Papírio Carbão (em latim: Gnaeus Papirius Carbo) foi um político da gente Papíria da República Romana eleito cônsul em 113 a.C. com Caio Cecílio Metelo Caprário. Era filho de Caio Papírio Carbão, um pretor em 168 a.C., e irmão de Caio Papírio Carbão. Cneu Papírio Carbão, três vezes cônsul, era seu filho.

## Pretor
Carbão foi pretor em algum momento antes de 116 a.C. segundo os ditames da lex Villia e provavelmente recebeu como província a Ásia, talvez como propretor. Antíoco VIII, do Egito, mandou gravar uma inscrição em sua homenagem em Delos.

## Consulado (113 a.C.)

A marcha dos cimbros e teutônicos pelo território romano e as batalhas da Guerra Címbria.

Quando foi eleito cônsul, em 113 a.C., os cimbros e teutônicos abandonaram suas terras natais perto do mar Báltico e emigraram par ao sudeste, onde encontraram os escordiscos, com quem entraram em conflito. Depois de os vencerem, seguiram avançando até chegarem ao Danúbio, na Nórica, onde viviam os tauríscios, aliados dos romanos.
Incapazes de repelir os invasores, os tauríscios pediram ajuda aos romanos. O cônsul Carbão respondeu levando suas legiões até Nórica, acampando perto de Aquileia. Ele então ordenou aos invasores que se retirassem do território tauríscio imediatamente. Os cimbros, tendo escutado as histórias sobre a temível obstinação romana e vendo o tamanho do exército, em forte posição defensiva, se conformaram e começaram a retirada. Apesar disto, Carbão não queria que os inimigos de Roma escapassem tão facilmente (e nem desperdiçar a oportunidade de obter um triunfo).
Ele enviou guias para escoltarem cimbros e teutônicos até a fronteira, mas com a missão secreta de guiá-los até uma emboscada que ele havia preparado. Porém, provavelmente por conta da traição de um dos guias, os dois povos proto-germânicas souberam do ardil. Em número muito maior que os romanos e já sabendo da traição, os germânicos não esperaram e caíram sobre o desprevenido exército romano, que perderam a iniciativa ao ser surpreendido por um enorme exército bárbaro. Conta-se que foi apenas por conta de uma tempestade no final do dia que os romanos não foram completamente destruídos, pois os germânicos interromperam a perseguição aos sobreviventes, em plena debandada. Depois do encontro, conhecido como Batalha de Noreia, os romanos conseguiram então se reagrupar e seguiram de volta para a península Itálica. Acredita-se que este final inesperado se deu por que os germânicos acreditavam que os raios e trovões da tempestade eram um sinal dos deuses, muito mais temidos por eles do que pelos romanos. Carbão fugiu e foi desonrado pelo Senado, mas ele não chegou a ser exilado.
Anos mais tarde, ele foi acusado por Marco Antônio, o Orador, por razões desconhecidas e acabou se suicidando bebendo uma solução de vitríolo por volta de 112 a.C,